# Superliha 2022-2023 (femminile)
La Superliha 2022-2023, 32ª edizione della massima serie del campionato ucraino di pallavolo femminile si è svolta dal 29 settembre 2022 al 7 aprile 2023: al torneo hanno partecipato sei squadre di club e due selezioni giovanili nazionali ucraine e la vittoria finale è andata, per la terza volta consecutiva, al Prometej.

## Regolamento

### Formula
La formula ha previsto:
- Regular season, dove le squadre si sono incontrate reciprocamente per tre volte durante nove turni. Al termine, tutte le squadre hanno avuto accesso ai play-off scudetto;
- Play-off scudetto, strutturati in quarti di finale e semifinali, disputate al meglio delle due vittorie su tre gare e finali per il primo e terzo posto al meglio delle tre vittorie su cinque gare; le squadre perdenti i quarti di finale hanno acceduto ai play-off per il 5º posto;
- Play-off 5º posto, disputati mediante un girone all'italiana con partite di sola andata.

A causa del perdurare del conflitto russo-ucraino, tutte le partite si sono disputate presso lo STK Malen′kyj Paryž di Černivci.
In seguito al ritiro del Volyn, ufficializzato dopo il secondo turno della regular season, la PVLU ha cancellato tutti i risultati del club: la formula del torneo è stata modificata, prevedendo l'accesso della prima squadra classificata direttamente alle semifinali dei play-off scudetto.

### Criteri di classifica
Se il risultato finale è stato di 3-0 o 3-1 sono stati assegnati 3 punti alla squadra vincente e 0 a quella sconfitta, se il risultato finale è stato di 3-2 sono stati assegnati 2 punti alla squadra vincente e 1 a quella sconfitta.
L'ordine del posizionamento in classifica è stato definito in base a:
- Numero di vittorie;
- Punti;
- Ratio dei set vinti/persi;
- Ratio dei punti realizzati/subiti;
- Risultati degli scontri diretti[3].

## Squadre partecipanti
A causa del conflitto in cui è coinvolto il paese, diversi club non si sono iscritti al campionato. L'organico è stato integrato dalla PVLU dalle selezioni nazionali giovanili under 17 e under 15.
La squadra del Prometej, impegnata anche nel campionato ceco, ha disputato la prima parte della stagione con una formazione giovanile.
| Club             | Stagione | Città     | Impianto | Stagione precedente |
| ---------------- | -------- | --------- | -------- | ------------------- |
| Alanta           | dettagli | Dnipro    |          | 5ª in Superliha     |
| Balta            | dettagli | Balta     |          | 4ª in Vyšča Liha    |
| Dobrodij         | dettagli | Vinnycja  |          | 6ª in Superliha     |
| Halyčanka        | dettagli | Ternopil' |          | 9ª in Superliha     |
| Prometej         | dettagli | Dnipro    |          | Campione di Ucraina |
| Ucraina under 15 |          |           |          |                     |
| Ucraina under 17 |          |           |          |                     |
| Volyn            | dettagli | Luc'k     |          | 4ª in Superliha     |

## Torneo

### Regular season

#### Risultati
| Primo turno |                         |     |                     |
|             |                         |     |                     |
| 29-09       | Ucraina U-15 - Volyn    | 0-3 | 14-25, 17-25, 18-25 |
| 29-09       | Ucraina U-17 - Dobrodij | 0-3 | 18-25, 16-25, 19-25 |
| 30-09       | Alanta - Halyčanka      | 3-0 | 25-20, 25-18, 25-15 |
| 30-09       | Prometej - Balta        | 3-0 | 25-23, 25-20, 25-18 |
| 01-10       | Volyn - Ucraina U-17    | 3-0 | 25-16, 25-19, 25-22 |
| 01-10       | Dobrodij - Ucraina U-15 | 3-0 | 25-11, 25-15, 25-16 |
| 02-10       | Halyčanka - Prometej    | 0-3 | 8-25, 12-25, 10-25  |
| 02-10       | Balta - Alanta          | 0-3 | 13-25, 18-25, 17-25 |

| Secondo turno |                             |     |                                  |
|               |                             |     |                                  |
| 11-10         | Prometej - Ucraina U-15     | 3-0 | 25-18, 25-12, 25-15              |
| 11-10         | Alanta - Ucraina U-17       | 3-0 | 25-18, 25-12, 25-17              |
| 12-10         | Volyn - Balta               | 3-2 | 23-25, 25-15, 28-30, 25-12, 15-8 |
| 12-10         | Dobrodij - Halyčanka        | 3-0 | 25-14, 25-13, 25-8               |
| 13-10         | Ucraina U-15 - Ucraina U-17 | 0-3 | 13-25, 18-25, 18-25              |
| 13-10         | Prometej - Alanta           | 0-3 | 22-25, 17-25, 15-25              |
| 14-10         | Balta - Halyčanka           | 3-0 | 25-16, 25-17, 25-20              |
| 14-10         | Volyn - Dobrodij            | 1-3 | 22-25, 25-19, 18-25, 13-25       |
| 15-10         | Ucraina U-17 - Prometej     | 1-3 | 17-25, 22-25, 25-20, 15-25       |
| 15-10         | Alanta - Ucraina U-15       | 3-0 | 25-21, 25-14, 25-16              |
| 16-10         | Halyčanka - Volyn           | 1-3 | 19-25, 18-25, 25-18, 18-25       |
| 16-10         | Dobrodij - Balta            | 3-0 | 25-13, 25-17, 25-14              |

| Terzo turno |                          |     |                                   |
|             |                          |     |                                   |
| 26-10       | Prometej - Ucraina U-15  | 3-1 | 25-11, 25-18, 21-25, 25-20        |
| 27-10       | Dobrodij - Prometej      | 3-2 | 26-24, 24-26, 25-19, 22-25, 15-11 |
| 28-10       | Ucraina U-15 - Halyčanka | 0-3 | 23-25, 21-25, 13-25               |
| 28-10       | Ucraina U-17 - Balta     | 2-3 | 25-14, 25-20, 24-26, 20-25, 11-15 |
| 29-10       | Alanta - Dobrodij        | 3-1 | 21-25, 26-24, 25-22, 25-19        |
| 30-10       | Halyčanka - Ucraina U-17 | 3-2 | 16-25, 26-24, 25-21, 21-25, 15-12 |
| 30-10       | Balta - Ucraina U-15     | 3-0 | 25-23, 25-23, 25-21               |

| Quarto turno |                         |     |                            |
|              |                         |     |                            |
| 10-11        | Ucraina U-17 - Dobrodij | 1-3 | 15-25, 25-21, 16-25, 14-25 |
| 11-11        | Alanta - Halyčanka      | 3-0 | 25-14, 25-21, 25-18        |
| 11-11        | Prometej - Balta        | 3-0 | 25-13, 25-13, 25-20        |
| 12-11        | Dobrodij - Ucraina U-15 | 3-0 | 25-12, 25-20, 25-17        |
| 13-11        | Halyčanka - Prometej    | 0-3 | 18-25, 15-25, 20-25        |
| 13-11        | Balta - Alanta          | 0-3 | 24-26, 21-25, 15-25        |

| Quinto turno |                             |     |                                   |
|              |                             |     |                                   |
| 29-11        | Alanta - Ucraina U-15       | 3-2 | 23-25, 25-18, 29-31, 25-15, 15-10 |
| 29-11        | Ucraina U-17 - Prometej     | 0-3 | 22-25, 10-25, 22-25               |
| 30-11        | Dobrodij - Balta            | 3-0 | 25-18, 25-17, 25-21               |
| 01-12        | Ucraina U-15 - Ucraina U-17 | 0-3 | 19-25, 19-25, 21-25               |
| 01-12        | Prometej - Alanta           | 3-0 | 28-26, 25-22, 25-23               |
| 02-12        | Dobrodij - Halyčanka        | 3-0 | 25-10, 25-18, 25-22               |
| 03-12        | Alanta - Ucraina U-17       | 3-2 | 25-20, 25-9, 25-27, 23-25, 15-6   |
| 04-12        | Balta - Halyčanka           | 3-0 | 25-23, 25-20, 25-21               |

| Sesto turno |                          |     |                                   |
|             |                          |     |                                   |
| 14-12       | Dobrodij - Prometej      | 3-2 | 22-25, 26-24, 20-25, 25-22, 15-10 |
| 15-12       | Ucraina U-15 - Halyčanka | 0-3 | 24-26, 19-25, 18-25               |
| 15-12       | Ucraina U-17 - Balta     | 3-1 | 21-25, 25-15, 25-19, 25-18        |
| 16-12       | Alanta - Dobrodij        | 2-3 | 20-25, 25-23, 25-20, 24-26, 12-15 |
| 17-12       | Halyčanka - Ucraina U-17 | 0-3 | 21-25, 23-25, 24-26               |
| 17-12       | Balta - Ucraina U-15     | 3-0 | 26-24, 25-20, 25-22               |

| Settimo turno |                         |     |                     |
|               |                         |     |                     |
| 11-01         | Alanta - Halyčanka      | 3-0 | 25-11, 25-8, 25-15  |
| 11-01         | Prometej - Balta        | 3-0 | 25-11, 25-19, 25-18 |
| 12-01         | Ucraina U-17 - Dobrodij | 0-3 | 13-25, 16-25, 16-25 |
| 13-01         | Halyčanka - Prometej    | 0-3 | 19-25, 19-25, 22-25 |
| 13-01         | Balta - Alanta          | 0-3 | 15-25, 14-25, 8-25  |
| 14-01         | Dobrodij - Ucraina U-15 | 3-0 | 25-20, 25-17, 25-18 |

| Ottavo turno |                             |     |                                   |
|              |                             |     |                                   |
| 25-01        | Prometej - Ucraina U-15     | 3-0 | 25-14, 25-13, 25-22               |
| 25-01        | Alanta - Ucraina U-17       | 3-0 | 25-12, 25-11, 25-9                |
| 29-01        | Dobrodij - Halyčanka        | 3-0 | 25-17, 25-18, 25-9                |
| 27-01        | Ucraina U-15 - Ucraina U-17 | 3-2 | 25-23, 25-19, 17-25, 17-25, 15-13 |
| 27-01        | Prometej - Alanta           | 0-3 | 23-25, 14-25, 20-25               |
| 28-01        | Balta - Halyčanka           | 3-2 | 22-25, 25-21, 17-25, 25-21, 15-13 |
| 29-01        | Ucraina U-17 - Prometej     | 2-3 | 27-25, 32-30, 23-25, 16-25, 11-15 |
| 28-01        | Alanta - Ucraina U-15       | 3-0 | 25-17, 25-15, 25-18               |
| 26-01        | Dobrodij - Balta            | 3-0 | 25-18, 25-8, 25-22                |

| Nono turno |                          |     |                            |
|            |                          |     |                            |
| 09-02      | Ucraina U-15 - Halyčanka | 0-3 | 8-25, 20-25, 19-25         |
| 09-02      | Ucraina U-17 - Balta     | 1-3 | 20-25, 22-25, 25-18, 21-25 |
| 10-02      | Dobrodij - Prometej      | 0-3 | 18-25, 13-25, 9-25         |
| 11-02      | Halyčanka - Ucraina U-17 | 0-3 | 19-25, 19-25, 16-25        |
| 11-02      | Balta - Ucraina U-15     | 3-1 | 20-25, 28-26, 25-22, 25-21 |
| 12-02      | Alanta - Dobrodij        | 1-3 | 21-25, 25-16, 18-25, 17-25 |

#### Classifica
| Pos. | Squadra          | Pt                                  | G                                   | V                                   | P                                   | SV                                  | SP                                  | Ratio                               | PF                                  | PS                                  | Ratio                               |
| ---- | ---------------- | ----------------------------------- | ----------------------------------- | ----------------------------------- | ----------------------------------- | ----------------------------------- | ----------------------------------- | ----------------------------------- | ----------------------------------- | ----------------------------------- | ----------------------------------- |
| 1.   | Dobrodij         | 45                                  | 18                                  | 16                                  | 2                                   | 49                                  | 14                                  | 3,500                               | 1 471                               | 1 161                               | 1,267                               |
| 2.   | Alanta           | 44                                  | 18                                  | 15                                  | 3                                   | 48                                  | 14                                  | 3,429                               | 1 486                               | 1 130                               | 1,315                               |
| 3.   | Prometej         | 43                                  | 18                                  | 14                                  | 4                                   | 46                                  | 16                                  | 2,875                               | 1 461                               | 1 189                               | 1,229                               |
| 4.   | Balta            | 22                                  | 18                                  | 8                                   | 10                                  | 25                                  | 36                                  | 0,694                               | 1 221                               | 1 414                               | 0,864                               |
| 5.   | Ucraina under 17 | 20                                  | 18                                  | 5                                   | 13                                  | 28                                  | 40                                  | 0,700                               | 1 378                               | 1 501                               | 0,918                               |
| 6.   | Halyčanka        | 12                                  | 18                                  | 4                                   | 14                                  | 14                                  | 44                                  | 0,318                               | 1 085                               | 1 352                               | 0,803                               |
| 7.   | Ucraina under 15 | 3                                   | 18                                  | 1                                   | 17                                  | 7                                   | 53                                  | 0,132                               | 1 113                               | 1 468                               | 0,758                               |
|      | Volyn            | Esclusa dalla classifica per ritiro | Esclusa dalla classifica per ritiro | Esclusa dalla classifica per ritiro | Esclusa dalla classifica per ritiro | Esclusa dalla classifica per ritiro | Esclusa dalla classifica per ritiro | Esclusa dalla classifica per ritiro | Esclusa dalla classifica per ritiro | Esclusa dalla classifica per ritiro | Esclusa dalla classifica per ritiro |

      Qualificata alle semifinali dei play-off scudetto
      Qualificata ai quarti di finale dei play-off scudetto

### Play-off scudetto

#### Tabellone
|  | Quarti di finale | Quarti di finale | Quarti di finale | Quarti di finale | Quarti di finale |   |                  | Semifinali | Semifinali | Semifinali | Semifinali | Semifinali |                  |                 | Finale          | Finale          | Finale          | Finale          | Finale          | Finale | Finale |  |
|  |                  |                  |                  |                  |                  |   |                  |            |            |            |            |            |                  |                 |                 |                 |                 |                 |                 |        |        |  |
|  | 4                | Balta            | 0                | 0                |                  |   |                  |            |            |            |            |            |                  |                 |                 |                 |                 |                 |                 |        |        |  |
|  | 4                | Balta            | 0                | 0                |                  |   |                  |            |            |            |            |            |                  |                 |                 |                 |                 |                 |                 |        |        |  |
|  | 5                | Ucraina under 17 | 3                | 3                |                  |   |                  |            |            |            |            |            |                  |                 |                 |                 |                 |                 |                 |        |        |  |
|  | 5                | Ucraina under 17 | 3                | 3                |                  | 5 | Ucraina under 17 | 1          | 0          |            |            |            |                  |                 |                 |                 |                 |                 |                 |        |        |  |
|  |                  |                  |                  |                  |                  | 5 | Ucraina under 17 | 1          | 0          |            |            |            |                  |                 |                 |                 |                 |                 |                 |        |        |  |
|  |                  |                  | 1                | Dobrodij         | 3                | 3 |                  |            |            |            |            |            |                  |                 |                 |                 |                 |                 |                 |        |        |  |
|  |                  |                  |                  |                  |                  | 3 |                  |            |            |            |            |            |                  |                 |                 |                 |                 |                 |                 |        |        |  |
|  |                  |                  |                  |                  |                  |   |                  |            |            |            |            |            |                  |                 |                 |                 |                 |                 |                 |        |        |  |
|  |                  |                  |                  |                  |                  |   |                  |            |            |            |            |            |                  |                 |                 |                 |                 |                 |                 |        |        |  |
|  |                  | 1                | Dobrodij         | 1                | 0                | 0 |                  |            |            |            |            |            |                  |                 |                 |                 |                 |                 |                 |        |        |  |
|  |                  |                  |                  |                  |                  |   |                  |            |            |            |            |            |                  |                 |                 |                 |                 |                 |                 |        |        |  |
|  |                  |                  | 3                | Prometej         | 3                | 3 | 3                |            |            |            |            |            |                  |                 |                 |                 |                 |                 |                 |        |        |  |
|  | 2                | Alanta           | 3                | Prometej         | 3                | 3 | 3                | 3          | 3          |            |            |            |                  |                 |                 |                 |                 |                 |                 |        |        |  |
|  | 2                | Alanta           |                  |                  |                  |   |                  | 3          | 3          |            |            |            |                  |                 |                 |                 |                 |                 |                 |        |        |  |
|  | 7                | Ucraina under 15 | 0                | 0                |                  |   |                  |            |            |            |            |            |                  |                 |                 |                 |                 |                 |                 |        |        |  |
|  | 7                | Ucraina under 15 | 0                | 0                |                  | 2 | Alanta           | 0          | 1          |            |            |            | Finale 3º posto  | Finale 3º posto | Finale 3º posto | Finale 3º posto | Finale 3º posto | Finale 3º posto | Finale 3º posto |        |        |  |
|  |                  |                  |                  |                  |                  | 2 | Alanta           | 0          | 1          |            |            |            |                  |                 |                 |                 |                 |                 |                 |        |        |  |
|  |                  |                  | 3                | Prometej         | 3                | 3 |                  |            |            |            |            |            |                  |                 |                 |                 |                 |                 |                 |        |        |  |
|  | 3                | Prometej         | 3                | Prometej         | 3                | 3 | 3                | 3          |            |            |            | 5          | Ucraina under 17 | 0               | 0               | 0               |                 |                 |                 |        |        |  |
|  | 3                | Prometej         |                  |                  |                  |   |                  |            |            |            |            | 5          | Ucraina under 17 | 0               | 0               | 0               |                 |                 |                 |        |        |  |
|  | 6                | Halyčanka        | 0                | 0                |                  |   |                  | 2          | Alanta     | 3          | 3          | 3          |                  |                 |                 |                 |                 |                 |                 |        |        |  |

#### Risultati

##### Quarti di finale
| Gara 1 |                       |     |                     |
|        |                       |     |                     |
| 28-02  | Ucraina U-17 - Balta  | 3-0 | 25-21, 25-23, 25-20 |
| 01-03  | Ucraina U-15 - Alanta | 0-3 | 19-25, 13-25, 14-25 |
| 01-03  | Halyčanka - Prometej  | 0-3 | 18-25, 14-25, 10-25 |

| Gara 2 |                       |     |                     |
|        |                       |     |                     |
| 02-03  | Balta - Ucraina U-17  | 0-3 | 21-25, 21-25, 9-25  |
| 03-03  | Alanta - Ucraina U-15 | 3-0 | 25-14, 25-10, 25-16 |
| 03-03  | Prometej - Halyčanka  | 3-0 | 25-15, 25-12, 25-17 |

##### Semifinali
| Gara 1 |                         |     |                            |
|        |                         |     |                            |
| 14-03  | Dobrodij - Ucraina U-17 | 3-1 | 25-18, 23-25, 25-14, 25-12 |
| 15-03  | Alanta - Prometej       | 0-3 | 25-27, 16-25, 17-25        |

| Gara 2 |                         |     |                            |
|        |                         |     |                            |
| 16-03  | Ucraina U-17 - Dobrodij | 0-3 | 21-25, 20-25, 17-25        |
| 17-03  | Prometej - Alanta       | 3-1 | 21-25, 25-23, 25-17, 25-22 |

##### Finale 3º posto
| Gara 1 |                       |     |                     |
|        |                       |     |                     |
| 30-03  | Alanta - Ucraina U-17 | 3-0 | 25-13, 25-13, 25-19 |

| Gara 2 |                       |     |                     |
|        |                       |     |                     |
| 01-04  | Ucraina U-17 - Alanta | 0-3 | 12-25, 17-25, 13-25 |

| Gara 3 |                       |     |                     |
|        |                       |     |                     |
| 07-04  | Alanta - Ucraina U-17 | 3-0 | 25-14, 25-12, 25-13 |

##### Finale
| Gara 1 |                     |     |                            |
|        |                     |     |                            |
| 29-03  | Dobrodij - Prometej | 1-3 | 16-25, 25-20, 12-25, 12-25 |

| Gara 2 |                     |     |                     |
|        |                     |     |                     |
| 31-03  | Prometej - Dobrodij | 3-0 | 25-18, 25-10, 25-16 |

| Gara 3 |                     |     |                     |
|        |                     |     |                     |
| 07-04  | Dobrodij - Prometej | 0-3 | 22-25, 13-25, 14-25 |

### Play-off 5º posto

#### Risultati
| Risultati |                          |     |                                   |
|           |                          |     |                                   |
| 30-03     | Halyčanka - Ucraina U-15 | 3-0 | 25-21, 25-22, 25-23               |
| 31-03     | Balta - Halyčanka        | 3-2 | 17-25, 25-22, 19-25, 25-15, 19-17 |
| 01-04     | Balta - Ucraina U-15     | 3-0 | 25-22, 25-23, 25-6                |

#### classifica
| Pos. | Squadra          | Pt | G | V | P | SV | SP | Ratio | PF  | PS  | Ratio |
| ---- | ---------------- | -- | - | - | - | -- | -- | ----- | --- | --- | ----- |
| 1.   | Balta            | 5  | 2 | 2 | 0 | 6  | 2  | 3,000 | 180 | 155 | 1,161 |
| 2.   | Halyčanka        | 4  | 2 | 1 | 1 | 5  | 3  | 1,667 | 179 | 171 | 1,047 |
| 3.   | Ucraina under 15 | 0  | 2 | 0 | 2 | 0  | 6  | 0,000 | 117 | 150 | 0,780 |

## Classifica finale
| Pos | Squadra          | Qualificazione           |
| --- | ---------------- | ------------------------ |
|     | Prometej         | Champions League 2023-24 |
| 2   | Dobrodij         |                          |
| 3   | Alanta           |                          |
| 4   | Ucraina under 17 |                          |
| 5   | Balta            | Challenge Cup 2023-24    |
| 6   | Halyčanka        |                          |
| 7   | Ucraina under 15 |                          |

## Statistiche
| Rendimento individuale | Rendimento individuale | Rendimento individuale | Rendimento individuale |
| Pos.                   | Nome                   | Punti                  | Squadra                |
| ---------------------- | ---------------------- | ---------------------- | ---------------------- |
| 1                      | Valerija Jakuševa      | 444                    | Dobrodij               |
| 2                      | Marharyta Hejko        | 291                    | Ucraina under 17       |
| 3                      | Valerija Dr′omova      | 272                    | Halyčanka              |
| 4                      | Julija Kamins′ka       | 263                    | Alanta                 |
| 5                      | Marija Procenko        | 253                    | Alanta                 |
| 6                      | Daryna Oniščenko       | 252                    | Ucraina under 15       |
| 7                      | Iryna Nohina           | 244                    | Balta                  |
| 8                      | Kateryna Rosik         | 213                    | Alanta                 |
| 9                      | Darja Skljarova        | 212                    | Balta                  |
| 10                     | Darija Kondratjuk      | 202                    | Dobrodij               |

| Attacchi vincenti | Attacchi vincenti  | Attacchi vincenti | Attacchi vincenti |
| Pos.              | Nome               | Punti             | Squadra           |
| ----------------- | ------------------ | ----------------- | ----------------- |
| 1                 | Valerija Jakuševa  | 410               | Dobrodij          |
| 2                 | Marharyta Hejko    | 254               | Ucraina under 17  |
| 3                 | Julija Kamins′ka   | 227               | Alanta            |
| 4                 | Daryna Oniščenko   | 218               | Ucraina under 15  |
| 5                 | Valerija Dr′omova  | 217               | Halyčanka         |
| 6                 | Iryna Nohina       | 211               | Balta             |
| 7                 | Marija Procenko    | 203               | Alanta            |
| 8                 | Darja Skljarova    | 187               | Balta             |
| 9                 | Valerija Kravčenko | 175               | Ucraina under 17  |
| 10                | Kateryna Rosik     | 172               | Alanta            |

| Muri vincenti | Muri vincenti        | Muri vincenti | Muri vincenti    |
| Pos.          | Nome                 | Punti         | Squadra          |
| ------------- | -------------------- | ------------- | ---------------- |
| 1             | Lidija Lučko         | 58            | Alanta           |
| 2             | Maryna Dehtjar′ova   | 42            | Dobrodij         |
| 2             | Kristina Starostenko | 42            | Ucraina under 17 |
| 4             | Kateryna Volčenko    | 38            | Balta            |
| 5             | Anastasija Kučer     | 37            | Dobrodij         |
| 6             | Marija Lozins′ka     | 34            | Alanta           |
| 7             | Uljana Kotar         | 32            | Prometej         |
| 8             | Marija Procenko      | 30            | Alanta           |
| 9             | Valerija Dr′omova    | 27            | Halyčanka        |
| 10            | Lilija Popovyč       | 26            | Halyčanka        |

| Battute vincenti | Battute vincenti        | Battute vincenti | Battute vincenti |
| Pos.             | Nome                    | Punti            | Squadra          |
| ---------------- | ----------------------- | ---------------- | ---------------- |
| 1                | Darja Makarova          | 32               | Ucraina under 17 |
| 2                | Anastasija Kučer        | 30               | Dobrodij         |
| 3                | Darija Kaplans'ka       | 29               | Prometej         |
| 3                | Stanislava Parf′onova   | 29               | Alanta           |
| 5                | Valerija Dr′omova       | 28               | Halyčanka        |
| 5                | Darija Kondratjuk       | 28               | Dobrodij         |
| 7                | Kateryna Dzendzelovs′ka | 27               | Alanta           |
| 8                | Iryna Nohina            | 25               | Balta            |
| 9                | Marharyta Hejko         | 24               | Ucraina under 17 |
| 9                | Lilija Popovyč          | 24               | Halyčanka        |
| 9                | Kateryna Rosik          | 24               | Alanta           |